# Буткус, Дарюс
Дарюс Буткус (лит. Darius Butkus; род. 11 ноября 1972, Кретинга) — литовский футболист и футбольный тренер, защитник.

## Карьера

### Клубная карьера
Во взрослом футболе дебютировал в 1991 году, присоединившись в состав клуба «Экранас», за который играл на протяжении восьми сезонов. Всего в составе клуба сыграл 127 матчей, не забив ни одного гола.
В 1999 году стал игроком команды клуба «Невежис», в составе которой выходил на поле 91 раз и забил 3 гола. Завершил карьеру футболиста в 2001 году.

### Карьера в сборной
В феврале 1993 года сыграл два матча в составе национальной сборной Литвы на Кубке Балтии 1993 года против сборных Финляндии и Латвии.

### Тренерская карьера
В 2007—2008 годах Буткус являлся тренером клуба «Экранас». В 2013—2015 годах тренировал молодёжную сборную Литвы до 17 лет, а в 2015 году — до 19 лет.